# Torra benens dal
Torra benens dal är den svenska reggaeartisten Governor Andys debutalbum, utgivet 2002.

## Låtlista
1. "Ingenting kvar" - 3:43
2. "Hålligång" - 4:24
3. "Hela skiten" - 3:43
4. "Bitch & hora" - 4:21
5. "Fattig man" - 3:42
6. "Prinsessan från Afrika" - 4:13
7. "Be för dom" - 3:14
8. "Lämna mitt liv" - 3:50
9. "De torra benens dal" - 3:58
10. "Herr Svenssons dotter" - 4:01
11. "Det funkar" - 3:44
12. "Koppen" - 6:27